# Bulldog americano
El bulldog americano es una raza de perro de granja originario del sureste de los Estados Unidos. Es un perro de talla grande y deportivo. Posee una fisonomía robusta, compacta y poderosa la cual le permite moverse con agilidad y vigor. Se tiende a preferir a un perro fuerte sobre aquel de bella estructura, si no presenta ningún exceso morfológico ni sobrecarga ponderal. Los machos presentan una estructura más grande y con un tipo más marcado que el de las hembras.

## Historia

### Historia en Inglaterra y España
Con la llegada de los normandos a Inglaterra en 1066, llegó el Alano español proveniente del continente. La mezcla entre el mastín autóctono y el recién llegado produjo el Mastiff y el antiguo bulldog inglés. Un dato interesante es que todas las descripciones del antiguo Alano español mencionan un pelaje en su totalidad o en su mayor parte blanco.
En España e Inglaterra, durante el siglo XVII y XVIII, los bulldogs fueron utilizados en granjas para atrapar y sostener al ganado, como perros de carnicero, como guardianes, u otras labores. Muchos colonos trajeron aquellos perros a América para trabajar en sus granjas, cazar en los bosques y cuidar sus propiedades.
En 1835 el deporte de bull baiting (hostigamiento de toros) fue prohibido en España y en el Reino Unido, y con el tiempo, el bulldog se convirtió en una mascota común, siendo llevada a la versión más compacta y complaciente que se conoce hoy en día. El bulldog fue cruzado con pugs para crear el bulldog inglés conocido actualmente. Sin embargo, varias líneas de descendencia mantuvieron su propósito utilitario, y por tanto no fueron expuestos a grandes modificaciones, incluso cuando su popularidad decayó frente a nuevas razas. De esta manera para antes de 1835 el antiguo bulldog estaba casi desaparecido en Inglaterra y España. En esta época muchos colonos ingleses emigraron a Estados Unidos y posteriormente al sur de la nación como consecuencia de la Guerra Civil.

### Historia en los Estados Unidos

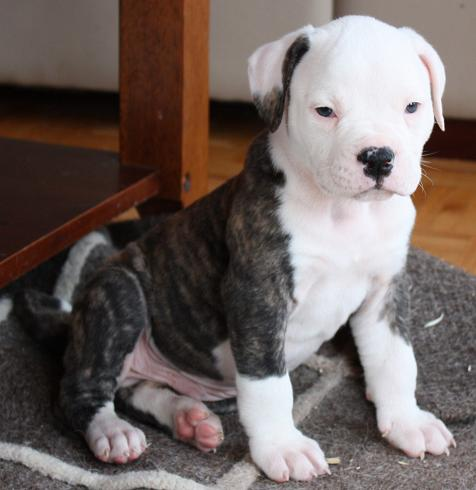
Cachorro de 6 semanas de bulldog americano.

El bulldog original fue preservado por inmigrantes de clase obrera que trajeron con ellos sus perros de labor al sur de los Estados Unidos. Granjeros utilizaron el perro “todo terreno” para varias tareas incluyendo guardia y cacería. Estos perros no eran considerados una raza como tal de la manera que son considerados hoy mediante sus estándares; en aquella época eran considerados un tipo genérico de bulldog. No existían registros de pedigree ni de mezclas, se los reproducía sobre la base de su utilidad para el trabajo.
Para el final de la Segunda Guerra Mundial, esta raza de bulldog estaba comenzando a extinguirse. John D. Johnson, un excombatiente que regresaba a casa decidió resucitar esta raza. Buscó los mejores especímenes de esta clase de perro de trabajo y empezó a registrar pedigrees y árboles familiares. Su meta era producir camadas del tipo de perro de trabajo y guardián descendiente directo del antiguo bulldog inglés. Más tarde, Alan Scott y otros criadores se unieron a su esfuerzo de resucitar al antiguo bulldog. Johnson y Scott empezaron a mezclar cuidadosamente los perros, guardando registros y manteniendo siempre las capacidades de trabajo y salud de los animales.
Inicialmente Johnson y Scott mantenían una visión similar e incluso intercambiaban perros. Sin embargo, con el tiempo hubo una diferencia entre sus visiones, lo cual resultó en dos tipos de Bulldog Americano. Alan Scott prefirió un perro más pequeño, atlético y musculoso, que podría ser usado para atrapar y cazar animales. Johnson prefirió un perro más grande y masivo, menos musculoso, apto más bien para ser guardián. Con el tiempo la raza se reprodujo dando lugar al antiguo perro de trabajo que fue registrada como American Pit Bulldog en 1970 en el National Kennel Club. Más tarde el nombre fue cambiado a American Bulldog para que no existiese confusión con el American Pit Bull Terrier. El Bulldog Americano no está oficialmente reconocida por la FCI (Fédération Cynologique Internationale) pero fue reconocido en 1999 por instituciones estadounidenses como el NKC, UKC, ABRA, SACBR y la asociación de bulldogs americanos, ABA. 
Tal vez, la razón más importante por la que el bulldog sobrevivió en Norteamérica fue el hecho de la introducción de cerdos salvajes en el nuevo mundo, los cuales sin predadores naturales se convirtieron en una epidemia. El bulldog era el único medio de los colonos para lidiar con la sobrepoblación de cerdos salvajes.

### Historia reciente
El bulldog americano está ahora a salvo de la extinción y disfruta de un incremento en su popularidad como perro de trabajo, protector y familiar. Se los utiliza actualmente como perros de caza, deportiva, guías caninos y para arrastre de peso.

## Descripción

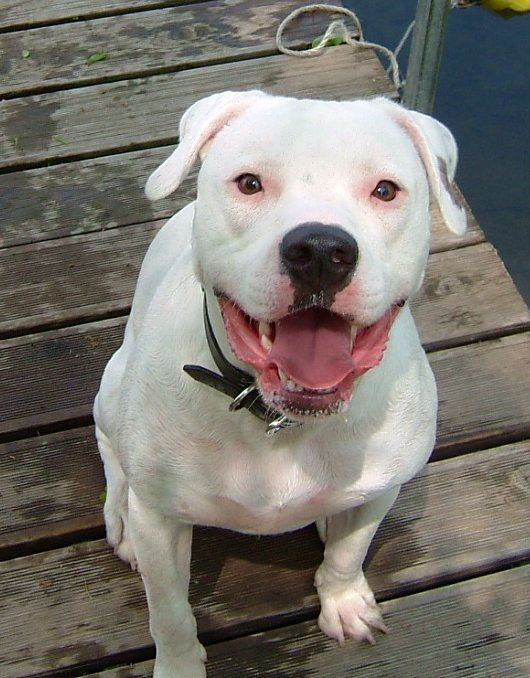
El tipo estándar de bulldog americano.

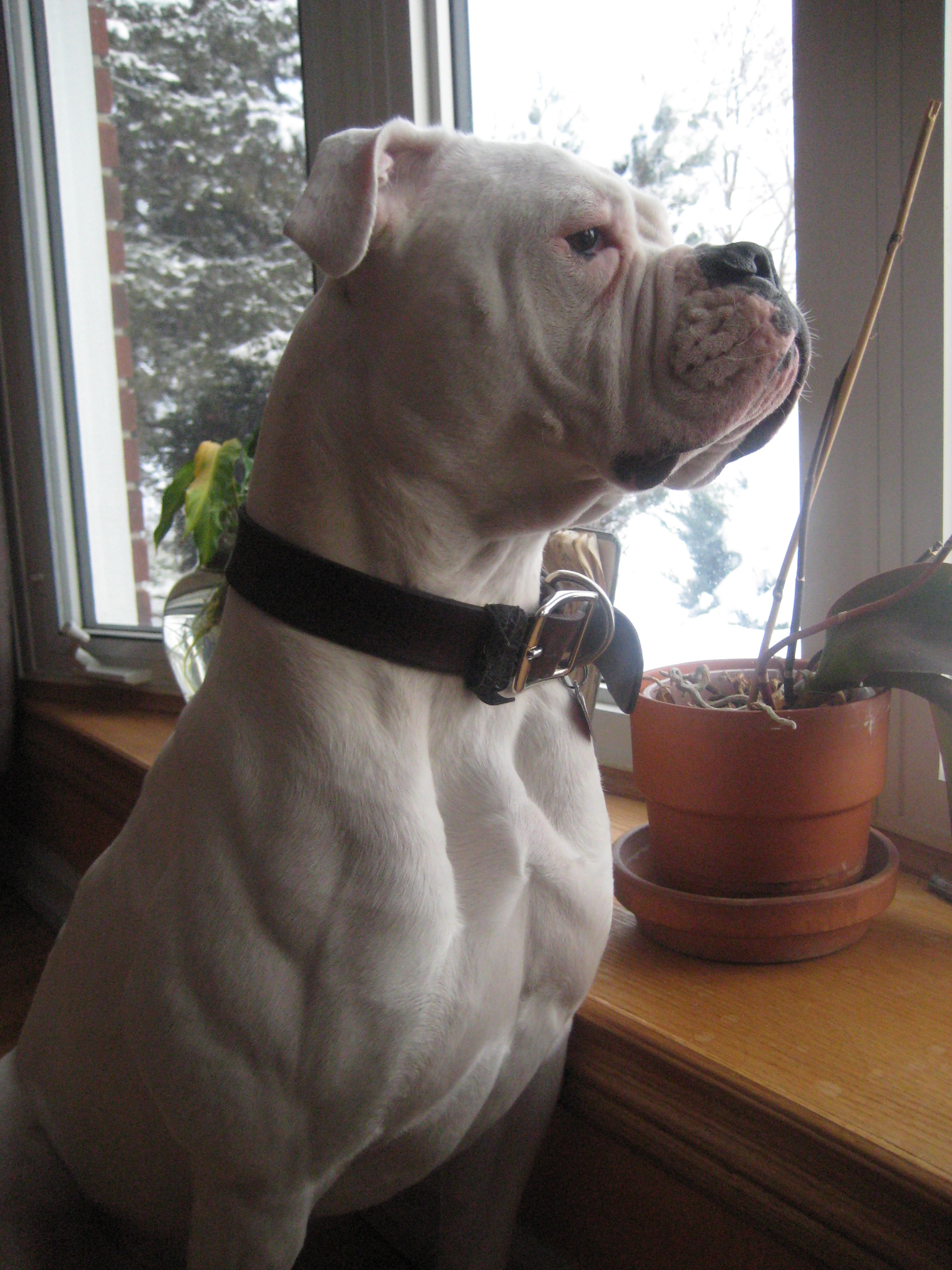
El tipo "Bully" de bulldog americano.

### Apariencia
Debe presentar una apariencia maciza aunque de líneas esbeltas y deportivas. El manto de pelo debe ser liso, corto y pegado al cuerpo. Su color puede ser blanco, blanco atigrado con color rojo o marrón. Se permite hasta un 90 % de color, siempre y cuando el blanco resalte en la cabeza. No está permitido que presente máscara negra o manchas negras. Su cráneo es largo y plano con el stop bien marcado. Los ojos son redondos, de tamaño medio, y el color de ojos más apreciado es el castaño oscuro con contorno en negro. Los ojos azules se permiten, pero se les considera una falta leve.

## Talla y peso
- Talla:
- Machos: 55 a 70 cm.
- Hembras: 52 a 65 cm.
- Peso:
- Machos: 32 a 54 kg.
- Hembras: 27 a 45 kg.

## Características
- Hocico y dentición: El hocico es de talla media (5 a 10 cm), cuadrado, largo y grueso. Las mandíbulas son muy potentes. La mandíbula inferior debe ser suficientemente ancha para evitar que se apilen o que se aplasten los incisivos inferiores. Los labios son gruesos sin colgar. Pigmentación negra. El bulldog americano, siendo un perro trabajador, debería estar dotado de un juego de dientes completo (42). Los dientes no son visibles cuando la mandíbula está cerrada.

### Temperamento
Es un perro muy activo y sociable, su inteligencia hace que aprenda rápido malas costumbres pero no es difícil de educar. Hay que ser paciente, tiene mucha capacidad de aprendizaje, suele ser dominante con otros perros pero se lleva bien con otras mascotas en su hogar. Para ello, la socialización desde edades tempranas tendrá que ser uno de los puntos clave de la educación de esta raza. Es muy cariñoso y protector con los suyos sobre todo con niños por lo que es un canino ideal para la familia. 
- Dentición tipo “Estándar”: Dentición en tijeras inversas (incisivos de la mandíbula superior inmediatamente tras aquellos de la mandíbula inferior), prognato aceptado, así como una dentición en tijeras y en tenazas.
- Dentición tipo Bully/Clásico: Se prefiere el prognatismo; se aceptan denticiones en tijeras, en tijeras inversa y en tenazas.
- Trufa: Se prefiere la pigmentación negra, aunque puede ser de color castaño o gris y algunas manchas rosas pequeñas pueden ser aceptadas.
- Orejas: Enteras y de talla media. Cerca de la línea superior del cráneo, medio caídas o de color rosa.
- Cuello: Musculoso, de longitud media, ligeramente arqueado, aplastándose suavemente de hombros a cabeza. Algunos pliegues son aceptados.
- Hombros: Muy musculosos, con los omóplatos largos y salientes. Los hombros bien posicionados impiden a los codos voltearse hacia el exterior.
- Pecho, espina, parte trasera: Pecho ancho y profundo pero sin que la anchura sea exagerada. La espina es de talla media, fuerte y de lomo ancho. La parte trasera es corta, ancha y ligeramente inclinada de la misma forma que la región escapular. Un movimiento ondulatorio de la espalda constituye una falta, cuya importancia se mide en función de la amplitud de esa ondulación.
- Parte posterior: Ancha y muy musculosa. De la misma talla que los hombros, no muy ancha. Las caderas angostas son un grave defecto.
- Miembros: Fuertes, derechos y constituidos de un esqueleto sólido. Al nivel del grasset, la articulación tibio-femoral marca un ángulo neto. Los pies son de talla media, dedos bien arqueados y apretados. El peso está repartido de manera armoniosa sobre los cuatro miembros. El metatarso es fuerte y derecho. Es aceptada una ligera curva. Sin embargo, una falta de espesor o una debilidad constituye una falta grave.
- Cola: Entera. Gruesa en su base y estrecha, bajando hasta la punta. Alcanza la articulación del jarrete cuando el perro está relajado. No se enrolla en la punta. En algunos lugares las colas son seccionadas.
- Movimiento: Cuando el perro trota, el paso debe ser sin esfuerzo, fluido y potente, de zancada ágil. El movimiento parte principalmente de la parte trasera y se propaga de la misma manera hacia delante. La línea de la espalda debe quedar en el mismo nivel, paralela a la dirección del movimiento.

## Causas de descalificación
Existen una serie de características que dan lugar a la descalificación de la raza del espécimen como bulldog americano. Entre estas características cabe destacar:
- Más de cuatro premolares ausentes.
- Prognatismo exagerado o mandíbula superior demasiado avanzada.
- Caninos (colmillos) implantados en el interior.
- Toda posición dental incorrecta o anomalía estructural de la mandíbula, tomando en especial consideración la ausencia de piezas dentales.

## Cruces
La raza Abraxas Bulldogge ha sido creada mediante el cruce de Bulldog americano con Rafeiro do Alentejo y más tarde con American Staffordshire Terrier.